# 19254 Shojitomoko
19254 Shojitomoko este o planetă minoră (asteroid), cu un diametru de 14,156 km, din centura de asteroizi. A fost descoperită pe 11 noiembrie 1994 la Mount Nyūkasa⁠(d) de Masanori Hirasawa⁠(d). 
Obiectul prezintă o orbită caracterizată de o semiaxă mare de 3,1548974 UAi, o excentricitate de 0,12, o înclinație de 20,82672 ° în raport cu ecliptica.